# Yoldia limatula
Yoldia limatula är en musselart som först beskrevs av Thomas Say 1831.  Yoldia limatula ingår i släktet Yoldia och familjen Yoldiidae. Inga underarter finns listade i Catalogue of Life.